# 21. Division (Deutsches Kaiserreich)
Die 21. Division, für die Dauer des mobilen Verhältnisses auch als 21. Infanterie-Division bezeichnet, war ein Großverband der Preußischen Armee.

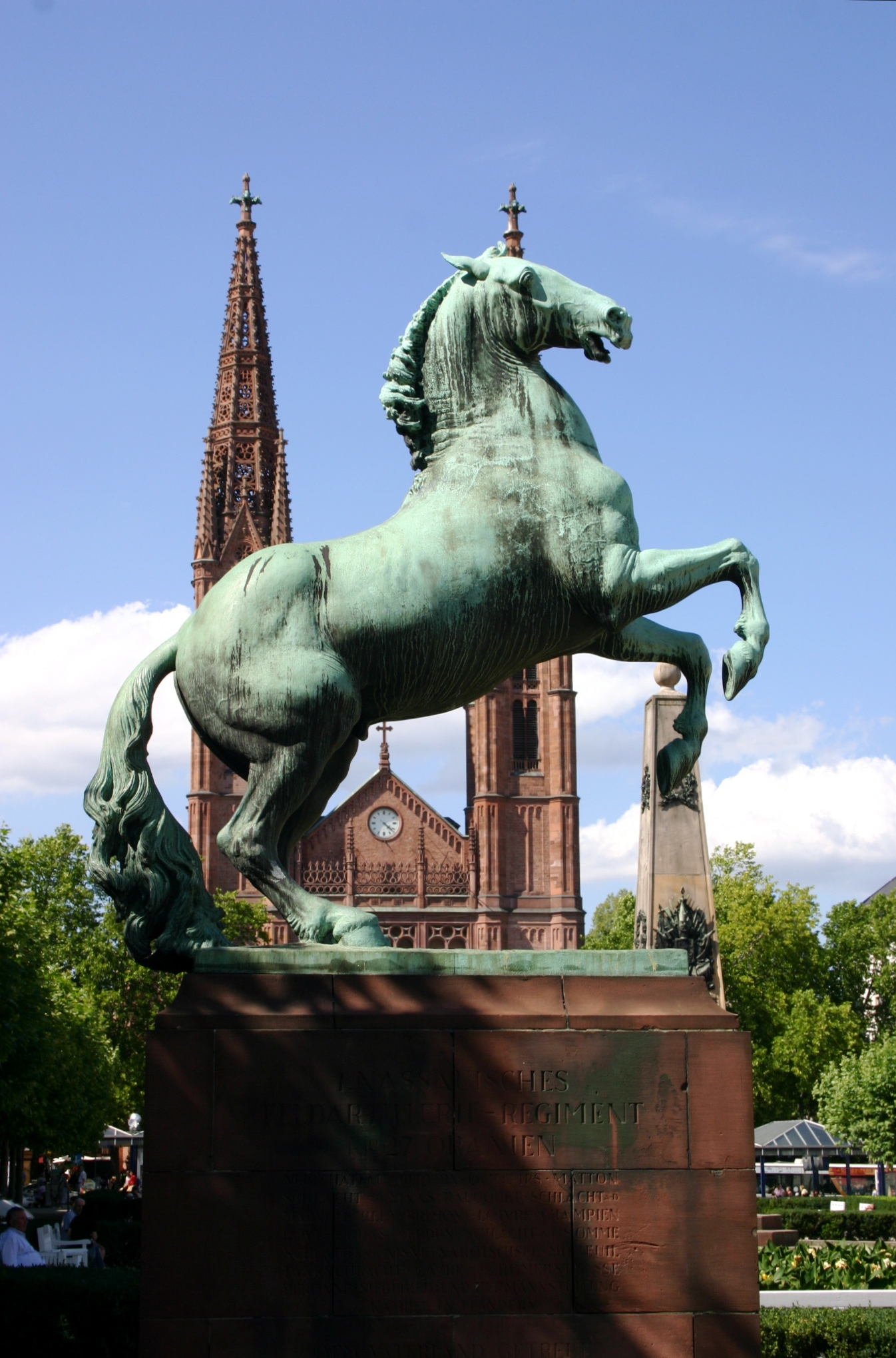
Denkmal des Feldartillerie-Regiments Oranien (1. Nassauisches) Nr. 27 in Wiesbaden

## Gliederung
Die Division war Teil des XVIII. Armee-Korps.

### Friedensgliederung 1914
- 41. Infanterie-Brigade in Mainz

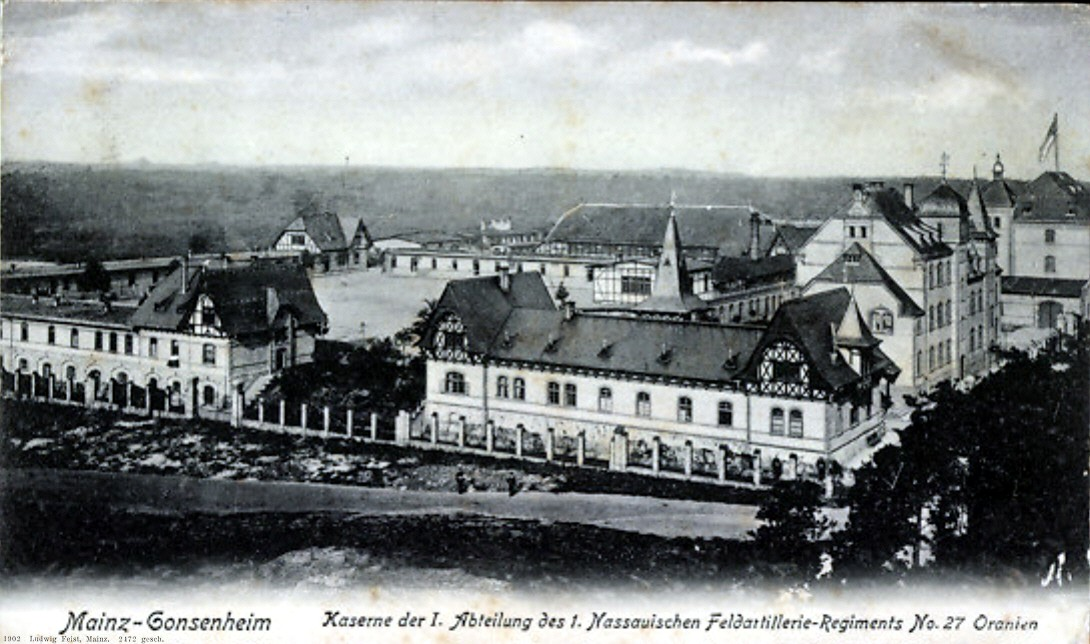
Kaserne in Gonsenheim

  - 1. Nassauisches Infanterie-Regiment Nr. 87 in Mainz[1]
  - 2. Nassauisches Infanterie-Regiment Nr. 88 in Mainz-Kastel[2] und Hanau
- 42. Infanterie-Brigade in Frankfurt am Main
  - Füsilier-Regiment „von Gersdorff“ (Kurhessisches) Nr. 80 in Wiesbaden[3] und Homburg vor der Höhe
  - Infanterie-Regiment Landgraf Friedrich I. von Hessen-Cassel (1. Kurhessisches) Nr. 81 in Frankfurt am Main
- 21. Kavallerie-Brigade in Frankfurt am Main
  - Magdeburgisches Dragoner-Regiment Nr. 6 in Mainz[1]
  - Thüringisches Ulanen-Regiment Nr. 6 in Hanau
- 21. Feldartillerie-Brigade in Frankfurt am Main
  - Feldartillerie-Regiment „Oranien“ (1. Nassauisches) Nr. 27 in Mainz-Gonsenheim[4] und Wiesbaden[3]
  - Feldartillerie-Regiment „Frankfurt“ (2. Nassauisches) Nr. 63 in Mainz-Kastel[2] und Frankfurt am Main
- 1. Nassauisches Pionier-Bataillon Nr. 21 in Kastel[2]
- 2. Nassauisches Pionier-Bataillon Nr. 25 in Mainz-Kastel

### Kriegsgliederung bei Mobilmachung 1914
- 41. Infanterie-Brigade
  - 1. Nassauisches Infanterie-Regiment Nr. 87
  - 2. Nassauisches Infanterie-Regiment Nr. 88
- 42. Infanterie-Brigade
  - Füsilier-Regiment „von Gersdorff“ (Kurhessisches) Nr. 80
  - 1. Kurhessisches Infanterie-Regiment Nr. 81
- Magdeburgisches Dragoner-Regiment Nr. 6
- 21. Feldartillerie-Brigade
  - Feldartillerie-Regiment „Oranien“ (1. Nassauisches) Nr. 27
  - Feldartillerie-Regiment „Frankfurt“ (2. Nassauisches) Nr. 63
- 1. Nassauisches Pionier-Bataillon Nr. 21

### Kriegsgliederung vom 28. April 1918
- 42. Infanterie-Brigade
  - Füsilier-Regiment „von Gersdorff“ (Kurhessisches) Nr. 80
  - 1. Kurhessisches Infanterie-Regiment Nr. 81
  - 1. Nassauisches Infanterie-Regiment Nr. 87
  - 2. Eskadron/Magdeburgisches Dragoner-Regiment Nr. 6
- Artillerie-Kommandeur Nr. 21
  - Feldartillerie-Regiment „Oranien“ (1. Nassauisches) Nr. 27
- 1. Nassauisches Pionier-Bataillon Nr. 21
- Divisions-Nachrichten-Kommandeur Nr. 21

## Geschichte
Der Großverband wurde nach dem Deutschen Krieg am 11. Oktober 1866 errichtet und hatte sein Kommando bis zur Auflösung im Mai 1919 in Frankfurt am Main.

### Gefechtskalender

#### 1914
- 20. August – Gefecht bei Longlier
- 22. August – Schlacht bei Maissin, Anloy Bertrix, Ochamps
- 22. bis 23. August – Schlacht bei Neufchâteau
- 24. bis 29. August – Schlacht an der Maas
- 30. August bis 5. September – Verfolgung von der Maas zur Marne
- 06. bis 12. September – Schlacht an der Marne
- 15. bis 22. September – Kämpfe um Reims
- 23. September bis 6. Oktober – Schlacht an der Somme
- ab 7. Oktober – Kämpfe bei Roye

#### 1915
- bis 18. Oktober – Kämpfe bei Roye
- ab 20. Oktober – Stellungskämpfe westlich St. Quentin

#### 1916
- bis 31. Januar – Stellungskämpfe westlich St. Quentin
- 01. bis 20. Januar – Stellungskämpfe um Verdun
- 21. Februar bis 28. April – Schlacht um Verdun
- 29. April bis 10. September – Kämpfe an der Aisne
- 13. September bis 4. Oktober – Schlacht an der Somme
- 04. Oktober bis 8. November – Stellungskämpfe zwischen Maas und Mosel
- 12. bis 26. November – Schlacht an der Somme
- ab 27. November – Stellungskämpfe an der Somme

#### 1917
- bis 20. Februar – Stellungskämpfe an der Somme
- 20. Februar bis 5. April – Stellungskämpfe an der Aisne
- 06. bis 24. April – Doppelschlacht an der Aisne und in der Champagne
- 29. April bis 8. Mai – Stellungskämpfe in der Champagne
- 10. bis 14. Mai – Transport nach dem Osten
- 14. Mai bis 9. Juni – Reserve der Heeresgruppe Eichhorn
- 10. Juni bis 16. Oktober – Stellungskämpfe zwischen Njemen-Beresina-Krewo-Smorgon-Narotsch und Tweretsch
- 16. bis 22. Oktober – Transport nach dem Westen
- ab 22. Oktober – Stellungskämpfe bei Reims

#### 1918
- bis 1. Mai – Stellungskämpfe bei Reims
- 01. Mai bis 7. August – Kämpfe an der Ancre, Somme und Avre
- 08. bis 20. August – Abwehrschlacht zwischen Somme und Avre
- 22. August bis 2. September – Schlacht Albert-Péronne
- 03. bis 7. September – Kämpfe vor der Siegfriedfront
- 08. September bis 8. Oktober – Abwehrschlacht zwischen Cambrai und St. Quentin
- 09. bis 18. Oktober – Kämpfe vor und in der Hermannstellung
- 18. bis 24. Oktober – Nachhutkämpfe zwischen Yser und Lys
- 25. Oktober bis 1. November – Schlacht an der Lys
- 02. bis 4. November – Nachhutkämpfe beiderseits der Schelde
- 05. bis 11. November – Rückzugskämpfe vor der Antwerpen-Maas-Stellung
- ab 12. November – Räumung des besetzten Gebietes und Marsch in die Heimat

## Kommandeure
| Dienstgrad                   | Name                              | Datum                                                    |
| ---------------------------- | --------------------------------- | -------------------------------------------------------- |
| Generalleutnant              | Leopold Hermann von Boyen         | 30. Oktober 1866 bis 17. Juli 1870                       |
| Generalleutnant              | Hans von Schachtmeyer             | 21. Juli 1870 bis 12. September 1870                     |
| Generalleutnant              | Bernhard von Schkopp              | 19. September 1870 bis 22. Mai 1871 (in Vertretung)      |
| Generalleutnant              | Leopold von Loën                  | 23. Mai 1871 bis 19. Februar 1873                        |
| Generalmajor/Generalleutnant | Hermann von Fabeck                | 20. Februar bis 25. Dezember 1873                        |
| Generalleutnant              | Hugo von Thile                    | 14. Januar 1874 bis 10. Dezember 1880                    |
| Generalleutnant              | Oktavio von Boehn                 | 11. Dezember 1880 bis 22. November 1886                  |
| Generalleutnant              | Wilhelm Dietrich von Gemmingen    | 23. November 1886 bis 11. Juli 1888                      |
| Generalmajor                 | Hermann von Vietinghoff           | 12. Juli bis 3. August 1888 (mit der Führung beauftragt) |
| Generalleutnant              | Hermann von Vietinghoff           | 04. August 1888 bis 16. Januar 1890                      |
| Generalleutnant              | Oskar von Lindequist              | 17. Januar bis 12. November 1890                         |
| Generalleutnant              | Robert von Goetze                 | 13. November 1890 bis 2. Juni 1893                       |
| Generalleutnant              | Arnold von Roon                   | 03. Juni 1893 bis 26. März 1897                          |
| Generalleutnant              | Rudolf Perthes                    | 27. März 1897 bis 15. Juni 1900                          |
| Generalleutnant              | Adolf von Deines                  | 16. Juni 1900 bis 17. Oktober 1902                       |
| Generalleutnant              | Friedrich Ferdinand von dem Hagen | 18. Oktober 1902 bis 15. April 1904                      |
| Generalleutnant              | Wilhelm von Kettler               | 24. April 1904 bis 13. Februar 1906                      |
| Generalleutnant              | Georg von Gayl                    | 13. Februar 1906 bis 4. März 1908                        |
| Generalleutnant              | Friedrich von Scholtz             | 05. März 1908 bis 1. Oktober 1912                        |
| Generalleutnant              | Gustav von Hollen                 | 01. Oktober 1912 bis 1. August 1914                      |
| Generalmajor/Generalleutnant | Ernst von Oven                    | 02. August 1914 bis 1. Januar 1917                       |
| Generalmajor                 | Maximilian von Suter              | 02. Januar 1917 bis 8. April 1917                        |
| Generalmajor                 | Konrad von Moltke                 | 09. April bis 19. Mai 1917                               |
| Generalmajor                 | Paul Weinschenck                  | 20. Mai 1917 bis 17. Februar 1918                        |
| Generalleutnant              | Paul Grünert                      | 22. Februar bis 5. August 1918                           |
| Generalmajor                 | Kurt von Wahlen-Jürgass           | 06. August 1918 bis 26. Januar 1919                      |
| Generalmajor                 | Robert von Bernuth                | 27. Januar bis 25. Mai 1919                              |